# Вулф Трап (Вирџинија)
Вулф Трап (енгл. Wolf Trap) насељено је место без административног статуса у америчкој савезној држави Вирџинија.

## Демографија
По попису из 2010. године број становника је 16.131, што је 2.13 (15,2%) становника више него 2000. године.
| Група             | 2000.          | 2010.          |
| Белци             | 11.822 (84,4%) | 12.684 (78,6%) |
| Афроамериканци    | 250 (1,8%)     | 264 (1,6%)     |
| Азијати           | 1.170 (8,4%)   | 2.054 (12,7%)  |
| Хиспаноамериканци | 368 (2,6%)     | 655 (4,1%)     |
| Укупно            | 14.001         | 16.131         |